# Хильшер, Ульф
Ульф Хильшер (нем. Ulf Hielscher, 30 ноября 1967, Нойбранденбург, Мекленбург-Передняя Померания) — немецкий бобслеист, разгоняющий, выступавший за сборную Германии в 1990-х годах. Бронзовый призёр зимних Олимпийских игр 1994 года в Лиллехаммере, чемпион мира и Европы.

## Биография
Ульф Хильшер родился 30 ноября 1967 года в коммуне Нойбранденбург, земля Мекленбург-Передняя Померания. С юных лет увлёкся спортом, пошёл в лёгкую атлетику, в частности, занимался бегом с барьерами. Показав неплохие результаты, в 1994 году решил попробовать себя в бобслее, присоединился к четырёхместному экипажу титулованного пилота Вольфганга Хоппе и сразу же выиграл с ним национальное первенство Германии.
Закрепившись в составе, отправился защищать честь страны на Олимпийские игры в Лиллехаммер, где кроме Хоппе в их команду вошли также разгоняющие Рене Ханнеман и Карстен Эмбах. Их четвёрка финишировала третьей и завоевала тем самым бронзовые медали.
Наиболее успешным для Ульфа Хильшера оказался 1995 год, когда со своим четырёхместным бобом он одержал победу на чемпионате мира в Винтерберге и выиграл золото европейского первенства. Последнюю медаль завоевал в 1996 году, приехав вторым на чемпионате Европы. Ввиду резкого подъёма немецкой сборной Хильшер уже не мог конкурировать с молодыми бобслеистами, поэтому принял решение завершить карьеру профессионального спортсмена.